# Yolo (Fernsehsendung)
Yolo [ˈjoʊ.loʊ] ist eine deutsche Dachmarke, die Infosendungen im Rahmen einer Drittsendelizenz von RTL ausgestrahlt wurde.
Vom 6. Juli 2013 bis zum 18. Juni 2016 wurden zwanzig Formate unter dieser Marke ausgestrahlt, von denen besitzen zehn Formate mehr als eine Staffel.
Seit dem 25. Juni 2016 wird die 45-minütige Infosendung Die Fakten-Checker auf dem Sendeplatz von Yolo gezeigt.

## Inhalt
In den Infosendungen geht es um die Interessen und Themen von Kindern, Jugendlichen sowie jungen Erwachsenen. Das Format kann, nach AZ Media, Coaching-Charakter haben. Sie laufen in Form einer Magazinsendung oder als Reportage. Die Infosendungen laufen unter der Dachmarke "YOLO" – als Abkürzung von "You Only Live Once", laut Langenscheidt Verlag das Jugendwort des Jahres 2012.

## Produktion und Ausstrahlung
Die Formate liefen unter dem Lizenzdach von AZ Media, aber wurden von insgesamt fünf verschiedenen Produktionsfirmen produziert. Sie hießen sagamedia, casei media, tvision, Story House und Fernsehbüro. Die Ausstrahlung der Formate unter der Dachmarke "Yolo" fanden in der Regel samstags von 9:15 Uhr bis 9:45 Uhr sowie von 9:45 Uhr bis 10:00 Uhr statt.

### Sendungen
| City Surfer – Reiseplanung ohne Eltern | 1       | 5 | 6. Juli bis 3. August 2013         | Samstag, 9:15 Uhr  | 30 Minuten |
| City Surfer – Reiseplanung ohne Eltern | 2       | 5 | 4. Januar bis 1. Februar 2014      | Samstag, 9:15 Uhr  | 30 Minuten |
| City Surfer – Reiseplanung ohne Eltern | 3       | 4 | 5. Juli bis 26. Juli 2014          | Samstag, 9:15 Uhr  | 30 Minuten |
| City Surfer – Reiseplanung ohne Eltern | 4       | 5 | 3. Januar bis 31. Januar 2015      | Samstag, 9:15 Uhr  | 30 Minuten |
| City Surfer – Reiseplanung ohne Eltern | 5       | 4 | 4. Juli bis 25. Juli 2015          | Samstag, 9:15 Uhr  | 30 Minuten |
| City Surfer – Reiseplanung ohne Eltern | 6       | 5 | 2. Januar bis 30. Januar 2016      | Samstag, 9:15 Uhr  | 30 Minuten |
| Wiki Weekend                           | 1       | 5 | 6. Juli bis 3. August 2013         | Samstag, 9:45 Uhr  | 15 Minuten |
| Wiki Weekend                           | 2       | 5 | 4. Januar bis 1. Februar 2014      | Samstag, 9:45 Uhr  | 15 Minuten |
| Wiki Weekend                           | 3       | 4 | 5. Juli bis 26. Juli 2014          | Samstag, 9:45 Uhr  | 15 Minuten |
| Wiki Weekend                           | Spezial | 1 | 2. August 2014                     | Samstag, 9:15 Uhr  | 45 Minuten |
| Wiki Weekend                           | 4       | 5 | 3. Januar bis 31. Januar 2015      | Samstag, 9:45 Uhr  | 15 Minuten |
| Wiki Weekend                           | 5       | 4 | 4. Juli bis 25. Juli 2015          | Samstag, 9:45 Uhr  | 15 Minuten |
| Wiki Weekend                           | 6       | 5 | 2. Januar bis 30. Januar 2016      | Samstag, 9:45 Uhr  | 15 Minuten |
| Challenge Day                          | 1       | 5 | 10. August bis 7. September 2013   | Samstag, 9:15 Uhr  | 30 Minuten |
| Challenge Day                          | 2       | 5 | 26. April bis 24. Mai 2014         | Samstag, 9:15 Uhr  | 30 Minuten |
| Challenge Day                          | 3       | 5 | 18. Oktober bis 15. November 2014  | Samstag, 9:15 Uhr  | 30 Minuten |
| Challenge Day                          | 4       | 5 | 7. Februar bis 7. März 2015        | Samstag, 9:15 Uhr  | 30 Minuten |
| Challenge Day                          | 5       | 5 | 8. August bis 5. September 2015    | Samstag, 9:15 Uhr  | 30 Minuten |
| Challenge Day                          | 6       | 5 | 6. Februar bis 5. März 2016        | Samstag, 9:15 Uhr  | 30 Minuten |
| Challenge Day Reportage                | 1       | 5 | 10. August bis 7. September 2013   | Samstag, 9:45 Uhr  | 15 Minuten |
| Challenge Day Reportage                | 2       | 5 | 26. April bis 24. Mai 2014         | Samstag, 9:45 Uhr  | 15 Minuten |
| Challenge Day Reportage                | 3       | 5 | 18. Oktober bis 15. November 2014  | Samstag, 9:45 Uhr  | 15 Minuten |
| Challenge Day Reportage                | 4       | 5 | 7. Februar bis 7. März 2015        | Samstag, 9:45 Uhr  | 15 Minuten |
| Challenge Day Reportage                | 5       | 5 | 8. August bis 5. September 2015    | Samstag, 9:45 Uhr  | 15 Minuten |
| Challenge Day Reportage                | 6       | 5 | 6. Februar bis 5. März 2016        | Samstag, 9:45 Uhr  | 15 Minuten |
| Fit fürs Tier                          | 1       | 5 | 14. September bis 12. Oktober 2013 | Samstag, 9:15 Uhr  | 30 Minuten |
| Mein Job                               | 1       | 5 | 14. September bis 12. Oktober 2013 | Samstag, 9:45 Uhr  | 15 Minuten |
| Das große W                            | 1       | 5 | 19. Oktober bis 16. November 2013  | Samstag, 9:15 Uhr  | 30 Minuten |
| Das große W                            | 2       | 5 | 15. März bis 19. April 2014        | Samstag, 9:15 Uhr  | 30 Minuten |
| Das große W                            | 3       | 5 | 13. September bis 11. Oktober 2014 | Samstag, 9:15 Uhr  | 30 Minuten |
| Das große W                            | 4       | 5 | 25. April bis 23. Mai 2015         | Samstag, 9:15 Uhr  | 30 Minuten |
| Das große W                            | 5       | 5 | 17. Oktober bis 14. November 2015  | Samstag, 9:15 Uhr  | 30 Minuten |
| Das große W                            | 6       | 1 | 16. April 2016                     | Samstag, 7:15 Uhr  | 30 Minuten |
| Das große W – Expedition               | 1       | 5 | 19. Oktober bis 16. November 2013  | Samstag, 9:45 Uhr  | 15 Minuten |
| Das große W – Expedition               | 2       | 5 | 15. März bis 19. April 2014        | Samstag, 9:45 Uhr  | 15 Minuten |
| Das große W – Expedition               | 3       | 5 | 13. September bis 11. Oktober 2014 | Samstag, 9:45 Uhr  | 15 Minuten |
| Das große W – Expedition               | 4       | 5 | 25. April bis 23. Mai 2015         | Samstag, 9:45 Uhr  | 15 Minuten |
| Das große W – Expedition               | 5       | 5 | 17. Oktober bis 14. November 2015  | Samstag, 9:45 Uhr  | 15 Minuten |
| Das große W – Expedition               | 6       | 1 | 16. April 2016                     | Samstag, 7:45 Uhr  | 15 Minuten |
| Loop – Wissen Hautnah                  | 1       | 4 | 23. November bis 21. Dezember 2013 | Samstag, 9:15 Uhr  | 30 Minuten |
| Loop – Wissen Hautnah                  | 2       | 5 | 8. Februar bis 8. März 2014        | Samstag, 9:15 Uhr  | 30 Minuten |
| Loop – Wissen Hautnah                  | 3       | 5 | 9. August bis 6. September 2014    | Samstag, 9:15 Uhr  | 30 Minuten |
| Loop – Wissen Hautnah                  | 4       | 2 | 14. März bis 21. März 2015         | Samstag, 9:15 Uhr  | 30 Minuten |
| Loop – Wissen Hautnah                  | 4       | 1 | 4. April 2015                      | Samstag, 9:30 Uhr  | 30 Minuten |
| Loop – Wissen Hautnah                  | 4       | 1 | 11. April 2015                     | Samstag, 7:15 Uhr  | 30 Minuten |
| Loop – Wissen Hautnah                  | Best-of | 1 | 18. April 2015                     | Samstag, 9:15 Uhr  | 30 Minuten |
| Loop – Wissen Hautnah                  | 5       | 4 | 12. September bis 3. Oktober 2015  | Samstag, 9:15 Uhr  | 30 Minuten |
| Loop – Wissen Hautnah                  | 6       | 5 | 12. März bis 9. April 2016         | Samstag, 9:15 Uhr  | 30 Minuten |
| Zipp – Wissen für Dich                 | 1       | 5 | 23. November bis 21. Dezember 2013 | Samstag, 9:45 Uhr  | 15 Minuten |
| Zipp – Wissen für Dich                 | 2       | 5 | 8. Februar bis 8. März 2014        | Samstag, 9:45 Uhr  | 15 Minuten |
| Zipp – Wissen für Dich                 | 3       | 5 | 9. August bis 6. September 2014    | Samstag, 9:45 Uhr  | 15 Minuten |
| Zipp – Wissen für Dich                 | 4       | 2 | 14. März bis 21. März 2015         | Samstag, 9:45 Uhr  | 15 Minuten |
| Zipp – Wissen für Dich                 | 4       | 1 | 4. April 2015                      | Samstag, 10:00 Uhr | 15 Minuten |
| Zipp – Wissen für Dich                 | 4       | 1 | 11. April 2015                     | Samstag, 7:45 Uhr  | 15 Minuten |
| Zipp – Wissen für Dich                 | Best-of | 1 | 18. April 2015                     | Samstag, 9:45 Uhr  | 15 Minuten |
| Zipp – Wissen für Dich                 | 5       | 4 | 12. September bis 3. Oktober 2015  | Samstag, 9:45 Uhr  | 15 Minuten |
| Zipp – Wissen für Dich                 | 6       | 5 | 12. März bis 9. April 2016         | Samstag, 9:45 Uhr  | 15 Minuten |
| Pimp My Parents                        | 1       | 5 | 31. Mai bis 28. Juni 2014          | Samstag, 9:15 Uhr  | 30 Minuten |
| Pimp My Style                          | 1       | 5 | 31. Mai bis 28. Juni 2014          | Samstag, 9:45 Uhr  | 15 Minuten |
| Perfect Body – Kann mich mal!          | 1       | 5 | 22. November bis 20. Dezember 2014 | Samstag, 9:15 Uhr  | 30 Minuten |
| Gym dich fit!                          | 1       | 5 | 22. November bis 20. Dezember 2014 | Samstag, 9:45 Uhr  | 15 Minuten |
| Ninias Fashion Mag                     | 1       | 5 | 30. Mai bis 27. Juni 2015          | Samstag, 9:15 Uhr  | 30 Minuten |
| Ninias Fashion Mag                     | 2       | 1 | 10. Oktober 2015                   | Samstag, 9:15 Uhr  | 30 Minuten |
| Ninias Fashion Mag                     | 2       | 5 | 21. November bis 19. Dezember 2015 | Samstag, 9:15 Uhr  | 30 Minuten |
| Ninias Style der Woche                 | 1       | 5 | 30. Mai bis 27. Juni 2015          | Samstag, 9:45 Uhr  | 15 Minuten |
| Ninias Style der Woche                 | 2       | 1 | 10. Oktober 2015                   | Samstag, 9:45 Uhr  | 15 Minuten |
| Ninias Style der Woche                 | 2       | 5 | 21. November bis 19. Dezember 2015 | Samstag, 9:45 Uhr  | 15 Minuten |
| Superheld Mensch                       | 1       | 5 | 23. April bis 14. Mai 2016         | Samstag, 9:15 Uhr  | 30 Minuten |
| Superheld Mensch – Extrem              | 1       | 5 | 23. April bis 14. Mai 2016         | Samstag, 9:45 Uhr  | 15 Minuten |
| Was denkst du?!                        | 1       | 5 | 21. Mai bis 18. Juni 2016          | Samstag, 9:15 Uhr  | 30 Minuten |
| Was denkst du?! – Die Reportage        | 1       | 5 | 21. Mai bis 18. Juni 2016          | Samstag, 9:45 Uhr  | 15 Minuten |

## Moderation
Das Format Wiki Weekend wurde von Laura Wilbert, Jonas Himmel und Friederike Müllender moderiert. Die beiden Formate Das große W und Das große W – Expedition wurden von Philip Häusser, Lukas Wandke, Cecilia Knodt und Natalia Höppner moderiert.  Die beiden Formate Loop – Wissen Hautnah und Zipp – Wissen für Dich wurden von Timo Killer und Joyce Ilg (2013–2015) bzw. Lilly Wagner (2015–2016) moderiert. Das Format Gym dich fit! wurde von Erik Randrianarisoa moderiert. Das Format Ninias Fashion Mag wurde von Ninia LaGrande moderiert. Des Weiteren moderierte sie zusammen mit Frederic Kimmel Ninias Style der Woche.